# جون ريد
جون ريد (بالإنجليزية: John Reid)‏ (20 أغسطس 1932 في المملكة المتحدة - ) هو لاعب كرة قدم بريطاني في مركز مهاجم داخلي. لعب مع برادفورد سيتي ونادي توركي يونايتد ونادي روتشديل ونادي لوتون تاون ونادي نورثامبتون تاون وهاميلتون أكاديميكال.